# Гептахорд
Гептахорд (греч. ἑπτάχορδον — семиструнный, от др.-греч. ἑπτά — семь и др.-греч. χορδή — струна) — семиступенный звукоряд, который применялся в Древней Греции.
Гептахорд получается при соединении двух однородных тетрахордов таким образом, что верхний звук нижнего и нижний звук верхнего тетрахордов совпадают. Это соединение тетрахордов называлось слитным (synapn).
Также гептахордом называлась семиструнная кифара, струны которой дают этот звукоряд.